# Vipera seoanei
Vipera seoanei е вид змия от семейство Отровници (Viperidae). Видът не е застрашен от изчезване.

## Разпространение и местообитание
Разпространен е в Испания, Португалия и Франция.
Обитава гористи местности и храсталаци.